# Исмаилова, Толекан Асаналиевна
Толека́н Исмаи́лова (кирг. Исмаилова Төлөкан Асаналиевна, род. 17 июня 1954, Иссык-Кульская область) — киргизская правозащитница, общественная деятельница, номинантка на Нобелевскую премию «1000 женщин Мира», обладательница медали «Данк», директор правозащитной организации «Бур Дуйно — Кыргызстан».

## Биография
Толекан Исмаилова родилась 17 июня 1954 года в Кыргызской ССР. Она изучала французский язык в Кыргызском Национальном Университете. После окончания университета работала ответсекретарем в комиссии по делам несовершеннолетних. Начала заниматься правозащитной деятельностью в 1977 году.

## Профессиональная деятельность
Толекан Исмаилова рассматривается международными деятелями как один из лидеров демократического движения в Кыргызстане.
В 1994 году она работала координатором по обучению в правозащитном центре «Интербилим».
Толекан Исмаилова также является директором организации «Бир Дуйно — Кыргызстан», ранее известной как «Граждане против коррупции». Частью их работы является организация международных фестивалей документального кино о правах человека, которые служат крупной площадкой для молодых кинематографистов и активистов со всего мира.
В декабре 1998 года Толекан Исмаилова содействовала созданию «Коалиции за демократию и гражданское общество», объединив общественные организации и активных граждан, требовавших прозрачных выборов. Также она была избрана первым президентом Коалиции с декабря 1998 года по март 2002 года. В результате действий Коалиции, впервые в истории Кыргызстана независимые кандидаты смогли войти в парламент.
В 2010 году Толекан Исмаилова была выдвинута на должность главы Центральной избирательной комиссии Кыргызстана, он отказалась от неё.
В 2016 году президент Кыргызстана Алмазбек Атамбаев обвинил Толекан Исмаилову в стремлении свергнуть правительство при поддержке иностранных спецслужб. Позже Исмаилова и ее коллега-активистка Азиза Абдирасулова подали в суд на правительство и потребовали официальных извинений.

## Награды
В 2002 году Исмаилова стала первым стипендиатом Рейгана-Фасселла в области демократии из Центральной Азии, а в 2009 году была удостоена французской премии «Свобода, равенство и братство» за вклад в защиту прав человека. В 2010 году она была награждена медалью «Данк».

## Семья
Толекан Исмаилова родилась в многодетной семье, у неё было 5 братьев.
Отец Толекан работал учителем кыргызского языка и литературы, а также был ветераном Великой Отечественной войны.
Дочь Толекан, Лира Исмаилова, также работает в организации "Бир Дуйно — Кыргызстан", высоко ценит труд своей матери и надеется, что в ближайшем будущем положение правозащитников в Кыргызстане улучшится.